# 유베르헨 마르티네스
유베르헨 에르네이 마르티네스 리바스(스페인어: Yuberjen Herney Martínez Rivas, 1991년 11월 1일~)는 콜롬비아의 권투 선수로 2016년 하계 올림픽 라이트플라이급에서 은메달을 획득했다. 

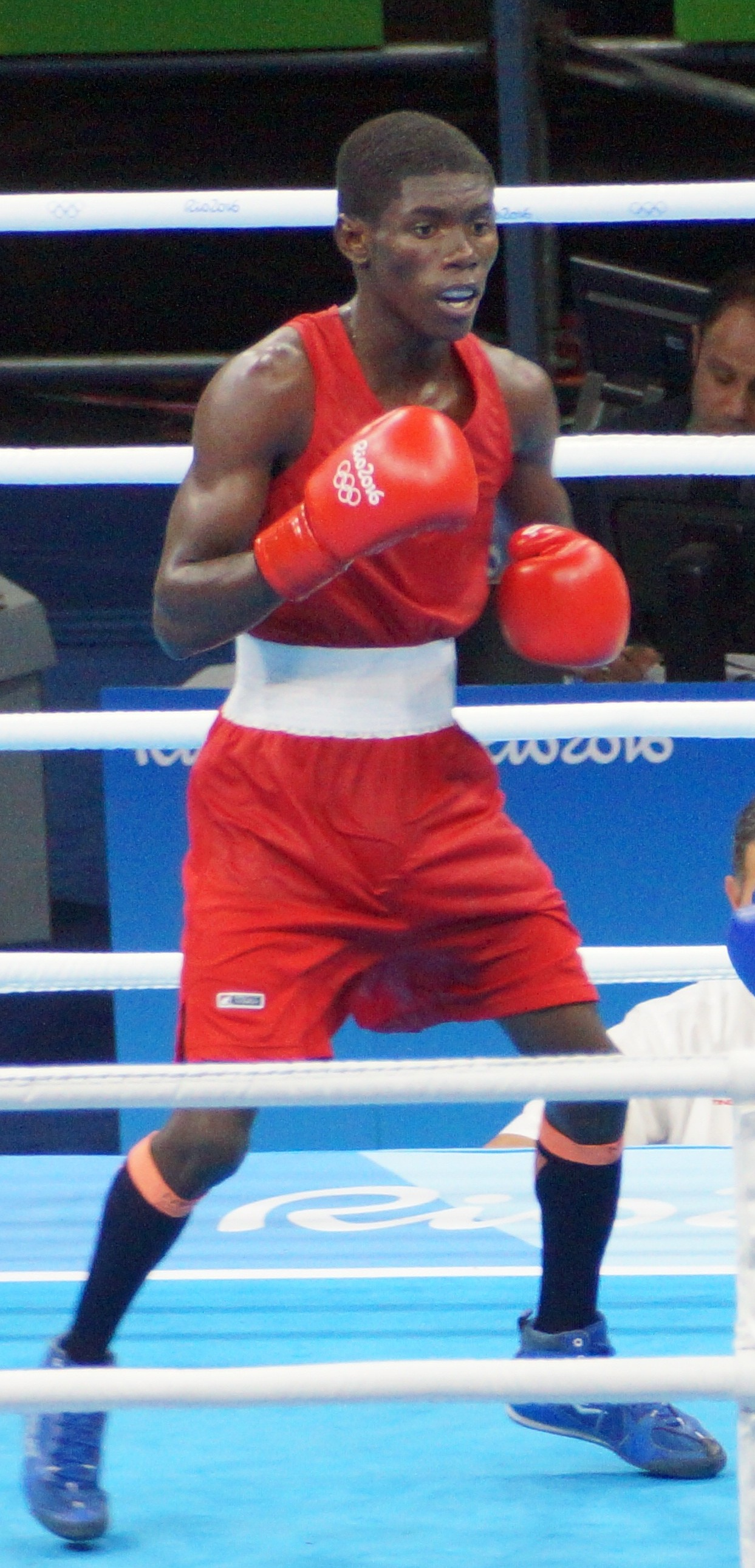
2016년 하계 올림픽 경기 당시의 마르티네스